# Nils Åberg (skulptör)
Nils Åberg var en svensk gipsgjutare, verksam i slutet av 1700-talet.
Åberg var far till skulptören Fredric Ulric Åberg. Han var verksam som form och gipsgjutare vid Stockholms slott. Han var huvudsakligen verksam med tillverkning av konsoler och rosetter efter Jean Baptiste Masreliez skisser. 1796 utförde han 14 karyatider efter modell av Samuel Hoffmeister som användes vid dekoreringen av Rikssalen inför kungens myndighetsförklaring.   